# Jarosław Rodzewicz
Jarosław Andrzej Rodzewicz (Gdynia, 1973. május 11. –) olimpiai ezüstérmes lengyel tőrvívó.